# 15-cm-Schnelladekanone L/35
Die 15-cm-Schnelladekanone L/35, kurz 15-cm-SK L/35, war ein deutsches Schiffsgeschütz, welches ab 1890 auf verschiedenen Schiffen unterschiedlicher Nationen zum Einsatz kam.

## Entwicklung
Von 1878 bis 1882 entwickelte und erprobte die Friedrich Krupp AG die 15-cm-Mantelringkanone L/30 (kurz: MRK) und die 15-cm-Mantelringkanone L/35. 1883 baute Krupp die erste MRK L/35, welche zur Bewaffnung der Geschützten Kreuzer, Turmschiffen und Küstenverteidigungsschiffen wurde. Die ersten Verbesserungen der Kanone flossen mit der Zeit in das Geschütz ein, welches dadurch die Bezeichnung 15-cm-Mantelringkanone L/35 C/80 erhielt.

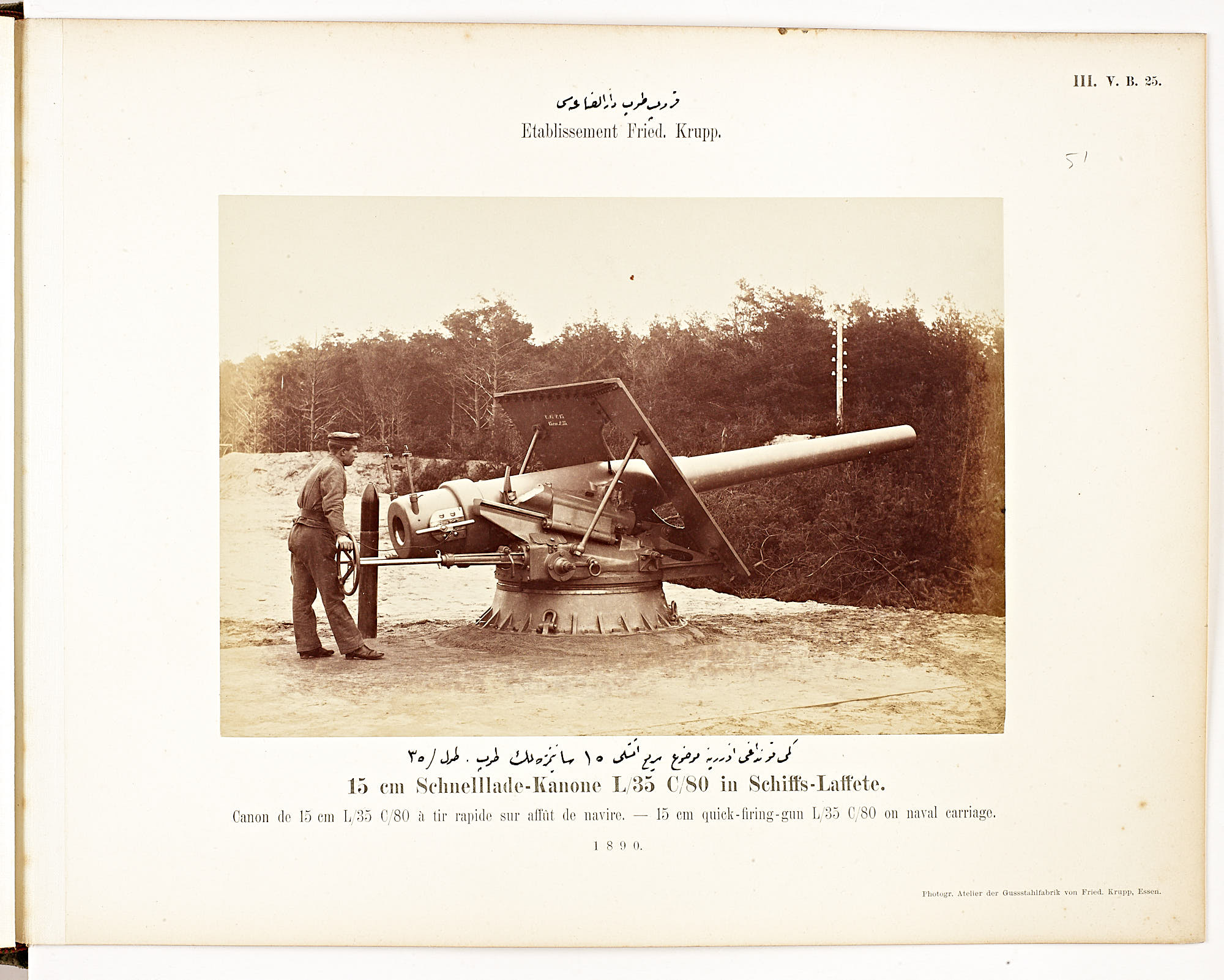
15-cm-Schnelladekanone L/35 C/80

Im Jahr 1888 begann Krupp mit den ersten Test mit großkalibrigen Schnellfeuergeschützen. 1890 wurden dann die ersten Tests mit 15-cm-Mantelringkanone L/35 C/80 durchgeführt. Diese Kanone wurde mit einer Innenkonfiguration eines Schnellfeuergeschütz modifiziert und getestet. Nach dem Abschluss der erfolgreichen Tests wurde sie geringfügig modifiziert. Im April 1892 wurde die 15-cm-Schnelladekanone L/35 offiziell für den Einsatz in der Kaiserlichen Marine zugelassen.

## Technische Beschreibung

### Schiffsartillerie
Die ursprünglichen Pivotlafetten waren für moderne Schiffe der damaligen Zeit nicht mehr zeitgemäß, weshalb diese angepasst werden musste. Um das Geschützrohr wieder in seine Ausgangsposition zurückführen zu können, verwendete Krupp bei der 15-cm-Schnelladekanone L/35 eine Gleitlafette. Dies war sich eine kleine unterhalb des Geschützrohres, welche auf Rollen gelagert war und mithilfe von Hydraulikzylindern das Geschützrohr wieder zurückführte.
Die Pivotlafette wog 5 t und verfügte über einen 30 mm dicken Schild mit einem Gewicht von 1,9 t. Auf dieser Pivotlafette war das drehen um 360 Winkelgrad möglich. Der Höhenrichtwert betrug zwischen −7 und +20 Winkelgrad. Die 15-cm-Schnelladekanone L/35 hatte ein Geschützrohr mit dem Kaliber von 14,91 cm. Es war 5,22 m lang und hatte eine Bohrungslänge von 3,90 m. Es verfügte über 44 Züge und Felder und wog 3,88 t.
Ursprünglich wurde einteilige Munition mit einer Länge von 1,33 m und einem Gewicht von 68 kg verwendet. Aufgrund der Größe und dem Gewicht der Munition, sowie der schweren Handhabung, wurde die Munition sehr schnell in eine zweiteilige mit Projektil und Hülse umgestellt. Durch die Zerlegung der Munition wurde die Feuerrate erhöht und die Besatzung entlastet. Die neue Munition wog zwischen 34,5 (Schrapnellgranaten) und 45,5 kg (panzerbrechende Granaten) und feuerte 15,4 kg schwere Projektile ab. Die Mündungsgeschwindigkeit betrug zwischen 620 und 710 m/s. Bei einer Rohrerhöhung von +19 Winkelgrad konnten die Granaten bis zu 10 km weit gefeuert werden. Eine eingespielte Mannschaft konnte bis zu sechs Granaten in der Minute abfeuern.

### Küstengeschütz

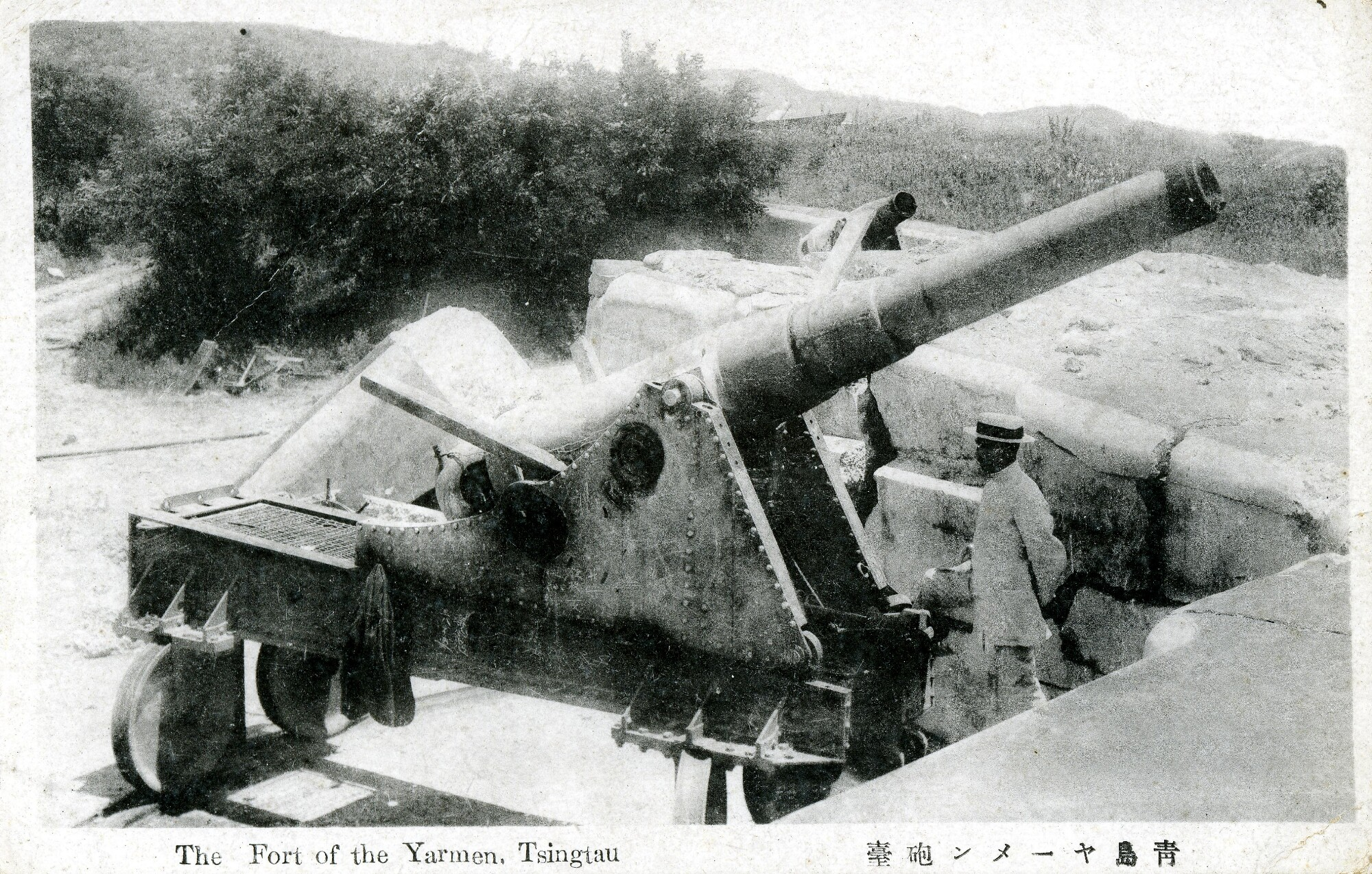
Die L/35 als Küstengeschütz auf einer alten Pivotlafette in Tsingtau

Neben der Nutzung als Schiffsartillerie, wurde die 15-cm-Schnelladekanone L/35 auch als Küstengeschütz eingesetzt. Dabei wurde das Geschütz in einem gepanzerten Geschützturm oder auf einer Pivotlafette montiert. An Land wurden die ursprünglichen Pivotlafetten genutzt. Sie bestand aus einer rechteckigen Feuerplattform aus Stahl, die auf einer Betonplatte hinter einer Brüstung ruhte. Vorne verfügte sie über einen Drehpunkt und hinten über zwei Räder, welche einen eingeschränkten Schwenkbereich ermöglichten.
Das Rückstoßsystem bestand aus einer U-förmigen Geschützwiege, welche das Geschützrohr hielt und in einer leicht geneigten Feuerplattform mit einem hydrogravitativen Rückstoßsystem. Beim Feuern verlangsamten die hydraulischen Puffer unter der Front den Rückstoß der Wiege, welche auf einer geneigten Schiene wieder nach oben glitt und das Geschützrohr wieder in seine Ausgangsposition zurückbrachte.

## Einsatz

### China
- Die vier Kanonenboote der Kuang Yuan-Klasse waren mit je einer L/35 als Hauptbewaffnung ausgerüstet.
- Der Kreuzer Pao Min wurde mit zwei L/35 als Hauptbewaffnung ausgerüstet. Je eine Kanone befand sich am Bug und Heck des Schiffes.
- Das Küstenpanzerschiff Pingyuan verfügte mittschiffs über je eine L/35 als Sekundärgeschütz auf jeder Seite.
- Die sechs Sloops der Wei Yuen-Klasse wurden mit je zwei L/35 umgerüstet.

### Dänemark
- Die Geschützten Kreuzer Fyen und Hekla waren mit je zwei L/35 als Hauptbewaffnung ausgerüstet.
- Der Geschützte Kreuzer Valkyrien verfügte über sechs L/35, drei auf jeder Seite, als Sekundärbewaffnung.
- Der Monitor Gorm wurde, nach der Überholung im Jahr 1903, mit zwei L/35 in einem zentralen Geschützturm als Hauptbewaffnung ausgerüstet.

### Deutsches Kaiserreich
- Der Geschützte Kreuzer Kaiserin Augusta verfügte über zwölf L/35, sechs auf jeder Seite. Sie waren mittschiffs montiert und waren die Hauptbewaffnung.

### Niederlande
- Die drei Küstenverteidigungschiffe der Evertsen-Klasse wurden mit je einer L/35 als Sekundärbewaffnung ausgerüstet.

### Osmanisches Reich
- Das Panzerschiff Hamidiye verfügte über zehn L/35, fünf auf jeder Seite, als Sekundärbewaffnung.
- Das Panzerschiff Iclaliye wurde mit zwei L/35 nachgerüstet.

### Österreich-Ungarn
- Die beiden Geschützten Kreuzer der Kaiser Franz Joseph I-Klasse verfügte über sechs L/35, drei davon auf jeder Seite. Sie waren mittschiffs montiert und dienten als sekundäre Bewaffnung.
- Der Panzerkreuzer Kaiserin und Königin Maria Theresia war mit insgesamt acht L/35, mittschiffs als Sekundärbewaffnung ausgerüstet. Je vier Geschütze waren auf jeder Seite montiert.

### Rumänien
- Der Geschützte Kreuzer Elisabeta war mit vier L/35, zwei auf jeder Seite, als Hauptbewaffnung ausgerüstet.

## Verbleib
Noch heute sind mehrere Küstengeschütze erhalten geblieben. Diese können unter anderem im Khabarovsk Krai Local Museum in Chabarowsk und im Guangzhou Museum in Guangzhou besichtig werden.